# تلسکوپ پیشرفته برای اخترفیزیک با انرژی بالا
تلسکوپ پیشرفته برای اخترفیزیک با انرژی بالا (ATHENA), (به انگلیسی: Advanced Telescope for High Energy Astrophysics)) یک مأموریت رصدی پرتو ایکس است که توسط آژانس فضایی اروپا ESA از برنامهٔ چشم‌انداز کیهانی ۲۰۱۵-۲۰۲۵ است که برای پرداختن به موضوع علمی جهان داغ و پرانرژی انتخاب شده‌است. آتنا در محدودهٔ انرژی ۰٫۲ تا 12kV فعالیت خواهد کرد و قابلیت طیف‌سنجی و تصویربرداری را بیش از آن‌هایی که در حال حاضر همهٔ ماهواره‌های اخترشناسی پرتو ایکس فعالیت دارند ارائه می‌دهد - به عنوان مثال. رصدخانه پرتو ایکس چاندرا و (XMM-Newton) - دست کم با یک مرتبه بزرگی در چندین پارامتر به‌طور همزمان.
اهداف اصلی مأموریت نقشه‌برداری از ساختارهای گازی گرم، تعیین ویژگی‌های بدنه‌ای آن‌ها و جستجوی سیاه‌چاله کلان‌جرم است.